# Университет Нанси I
Университет Анри Пуанкаре Нанси I — французский естественнонаучный университет, относится к академии Нанси-Мец. Назван в честь выдающегося французского математика, физика и философа Анри Пуанкаре. Университет входит в университетскую федерацию Нанси-Университет. В университете обучается 18 000 студентов, исследования проводятся в 45 лабораториях.

## Факультеты
- Науки и техники
- Медицины
- Фармацевтики
- Стоматологической хирургии
- Спорта

## Инженерные школы
- Высшая инженерная школа науки и технологии (фр. École supérieure des sciences et technologies de l'ingénieur de Nancy, ESSTIN)
- Высшая национальная школа технологии и лесной промышленности (фр. École nationale supérieure des technologies et industries du bois (ENSTIB), расположена в Эпинале)
- Высшая школа прикладной информатики Лотарингии (фр. École supérieure d'informatique et applications de Lorraine, ESIAL)